# Jacqueline Galant
Jacqueline Galant (ur. 18 marca 1974 w Mons) – belgijska i walońska działaczka samorządowa i polityk, od 2014 do 2016 minister na szczeblu federalnym.

## Życiorys
Ukończyła nauki polityczne w Mons. Początkowo działała w Partii Społeczno-Chrześcijańskiej, do której należał jej ojciec, później przeszła do Partii Reformatorsko-Liberalnej, współtworząc z nią Ruch Reformatorski.
Pracowała w administracji rządowej jako współpracowniczka ministra Louisa Michela. W 2000 została wybrana na radną Jurbise. W wyniku powtórzonych wyborów w 2001 została burmistrzem tej miejscowości (zastępując swojego ojca), uzyskując reelekcję na kolejne kadencje. W 2003 po raz pierwszy została członkinią Izby Reprezentantów, ponownie była wybierana na deputowaną w 2007 i w 2010. W 2014 została wybrana na posłankę do Parlamentu Walońskiego (reelekcja w 2019 i 2024).
11 października 2014 powołana na stanowisko ministra ds. mobilności i NMBS w koalicyjnym rządzie federalnym, na czele którego stanął Charles Michel. Podała się do dymisji 15 kwietnia 2016, kilka tygodni po zamachach terrorystycznych w Brukseli, w tym na tamtejszym lotnisku. Zarzucono jej brak należytej reakcji na sporządzony w 2015 raport Komisji Europejskiej wskazujący na uchybienia w zakresie bezpieczeństwa w portach lotniczych w Belgii.
W lipcu 2024 została ministrem w nowo powołanych rządach Walonii oraz wspólnoty francuskiej Belgii. W obu powierzono jej sprawy infrastruktury sportowej i uproszczenia procedur administracyjnych, w pierwszym dodatkowo nadzór nad służbą cywilną, a w drugim kwestie mediów.

## Odznaczenia
- Wielki Oficer Orderu Leopolda (2020)[9]